# Havssköldpaddor
Havssköldpaddor (Cheloniidae) är en familj i ordningen sköldpaddor med sex arter. Till skillnad från landsköldpaddor kan havssköldpaddor inte dra in huvudet i skalet. Skalet är strömlinjeformat och benen är omvandlade till simfötter. Havssköldpaddor lägger ägg, och gräver ned dem vid stränder. Eftersom ägg inte klarar sig i havsvatten måste de läggas av deras föräldrar på land. Många havssköldpaddor återvänder till den strand där de själva kläcktes för att lägga sina egna ägg.
Havssköldpaddor ingår tillsammans med havslädersköldpadda (placeras i egen familj, Dermochelyidae) i överfamiljen Cheloniiidae inom ordningen sköldpaddor (Testudines). Havssköldpaddor har fyra simfenor, ett huvud och ett skal.

## Arter
Det finns sex nu levande arter i familjen Cheloniidae, vilka främst förekommer i varma tropiska och subtropiska hav, men vissa arter förekommer även i havsområden i tempererade klimatzonen.
- Caretta caretta - oäkta karettsköldpadda[1] eller falsk karettsköldpadda[2]
- Chelonia mydas - soppsköldpadda[3]
- Eretmochelys imbricata - karettsköldpadda[2] eller äkta karettsköldpadda[4]
- Lepidochelys kempii - bastardsköldpadda[5] eller atlantisk bastardsköldpadda[2]
- Lepidochelys olivacea - sydlig bastardsköldpadda[5]
- Natator depressus

## Hot mot havssköldpaddor
Alla arter av havssköldpaddor är utrotningshotade. Detta beror främst på människan.
I en del länder är havssköldpaddan en delikatess som jagas och i andra länder säljs sköldarna eller äggen som souvenirer till turister. 
Stark belysning från strandnära bebyggelse kan också få de nykläckta sköldpaddorna att vandra mot denna istället för ner till vattnet. Vid turisttäta områden finns det också risk för att ägg som ligger nedgrävda på stranden trampas sönder och att människan ockuperar de platser där havssköldpaddan ska lägga sina ägg, innan det har skett och därmed förhindra arten att fortplanta sig.
En annan hotbild är plastpåsar som flyter ut till havs. Havssköldpaddan förväxlar lätt dessa med sin naturliga föda, maneter. Plasten kan fastna i sköldpaddans matspjälkningskanal och göra att den svälter ihjäl. Havssköldpaddor kan också fastna i fiskeredskap eller blir påkörda av motorbåtar. 

## Diet
Havssköldpaddors diet varierar beroende på arten. Grön havssköldpadda har en käke som är formad för att kunna dra loss sjögräs eller skrapa loss alger och är den enda arten av havssköldpadda som är en utpräglad växtätare som vuxen. Som små är de omnivorer.
Karettsköldpaddan äter mestadels havssvamp men också bläckfisk och räkor.
Havslädersköldpaddan äter nästan bara maneter, den har käkar som skulle ta skada om den åt hårdare föda.
Vuxna oäkta karettsköldpaddor är rovdjur, de äter olika sorters krabbor och andra kräftdjur, snäckor och musslor och andra ryggradslösa djur, medan ungar äter både andra djur och växter.
Sydlig bastardsköldpadda äter både växter och djur, några exempel är maneter, räkor, alger och fisk.
Atlantisk bastardsköldpaddans föredragna föda är krabbor men den äter också fisk, maneter och räkor.
Natator depressus eller plattskaligsköldpaddan äter sjögurkor, sjögräs, räkor, fisk och många andra havsdjur.